# Ronny Lerche
Ronny Lerche Nielsen (født 23. juli 1968, død 19. juni 1999 ved Brande) var en professionel dansk cykelrytter på kontrakt hos danske Team Chicky World.
I 1995 blev Ronny Lerche dansk mester i 4000 meter holdforfølgelsesløb sammen med Michael Sandstød, Frederik Bertelsen, Michael Steen Nielsen og Lars Otto Olsen. Han gentog bedriften to år senere med Michael Sandstød, Kim Malling Kjær og Camillo Gravesen. I 1997 vandt han sammen med Mads Bugge Andersen det franske parløb 4 Jours de Lyon.
Ronny Lerche døde 19. juni 1999 på vej hjem fra et cykelløb nær Herning, da hans bil kolliderede med en modkørende lastbil. Ulykken skete i det nordlige Brande.